# Хергешаймер, Элла Софонисба
Элла Софонисба Хергешаймер (1873—1943) — американская художница, иллюстратор и гравёр.

## Биография
Элла Софонисба Хергешаймер родилась 7 января 1873 года в Аллентауне. Была праправнучкой художника Чарльза Уилсона Пила.
Два года училась в Филадельфийской школе дизайна для женщин, затем продолжила обучение в Пенсильванской академии изящных искусств, где была ученицей Сесилии Бо, Хью Генри Брэкенриджа и Уильяма Чейза. Элла была признана лучшей ученицей и выиграла трехлетнюю стипендию Cresson Traveling Scholarship. Благодаря стипендии училась в Европе в Академии Коларосси и выставлялась в Парижском салоне. Также училась у Бланш Лейзел.
Проводила уроки рисования в Боулинг-Грин. Среди её друзей были художницы Мэри Купер и Фрэнсис Фаулер.
Хергешаймер умерла 24 июня 1943 года в Нэшвилле. Была похоронена на кладбище Чарльза Эванса.
Работы художницы хранятся в Художественном музее Хекшера, Вандербильтском университете и др.